# Lee Philips
Lee Philips (New York, 10 gennaio 1927 – Brentwood, 3 marzo 1999) è stato un attore e regista statunitense.

## Filmografia parziale

### Attore

#### Cinema
- I peccatori di Peyton (Peyton Place), regia di Mark Robson (1957)
- I cacciatori (The Hunters), regia di Dick Powell (1958)
- Nel mezzo della notte (Middle of the Night), regia di Delbert Mann (1959)
- La verità sul caso Fueman (Violent Midnight), regia di Richard Hilliard (1963)

#### Televisione
- Studio One – serie TV, 3 episodi (1952-1955)
- Goodyear Television Playhouse – serie TV, 2 episodi (1955)
- Alfred Hitchcock presenta (Alfred Hitchcock Presents) – serie TV, 3 episodi (1956-1961)
- The Kaiser Aluminum Hour – serie TV, episodio 1x19 (1957)
- Goodyear Theatre – serie TV, episodio 2x11 (1959)
- The Further Adventures of Ellery Queen – serie TV, 12 episodi (1959)
- Indirizzo permanente (77 Sunset Strip) – serie TV, episodio 4x11 (1961)
- The Best of the Post – serie TV, episodio 1x18 (1961)
- Follow the Sun – serie TV, episodio 1x09 (1961)
- Surfside 6 – serie TV, episodio 2x26 (1962)
- Scacco matto (Checkmate) – serie TV, episodio 2x26 (1962)
- Ripcord – serie TV, episodio 1x36 (1962)
- The Dick Powell Show – serie TV, episodio 2x06 (1962)
- Ai confini della realtà (The Twilight Zone) – serie TV, episodi 4x17-5x23 (1963-1964)
- Il fuggiasco (The Fugitive) – serie TV, 2 episodi (1963)
- Route 66 – serie TV, 2 episodi (1963-1964)
- Assistente sociale (East Side/West Side) – serie TV, episodio 1x25 (1964)
- Il reporter (The Reporter) – serie TV, episodio 1x11 (1964)
- Perry Mason – serie TV, episodi 8x17-9x02 (1965)
- Le spie (I Spy) – serie TV, episodio 2x08 (1966)

### Regista

#### Cinema
- On the Right Track (1981)

#### Televisione
- The Dick Van Dyke Show – serie TV, 4 episodi (1965)
- The Andy Griffith Show – serie TV, 60 episodi (1965-1968)
- Peyton Place – soap opera, 7 episodi (1968-1969)
- La signora e il fantasma (The Ghost and Mrs. Muir) – serie TV, 12 episodi (1968-1970)
- Bracken's World – serie TV, 4 episodi (1969-1970)
- Room 222 – serie TV, 5 episodi (1969-1971)
- The Doris Day Show – serie TV, 7 episodi (1971-1973)
- Una famiglia americana (The Waltons) – serie TV, 7 episodi (1972-1975)
- Medical Center – serie TV, 4 episodi (1973-1975)
- Saremo famosi (The Comedy Company), regia di Lee Philips – film TV (1978)

## Doppiatori italiani
- Giuseppe Rinaldi ne I peccatori di Peyton, Nel mezzo della notte
- Pino Locchi ne I cacciatori